# Eduard Marks
Eduard Marks (9 de noviembre de 1901 - 30 de junio de 1981) fue un actor, locutor y profesor de teatro de nacionalidad alemana.

## Biografía
Nacido en Düsseldorf, Alemania, su padre era un orfebre, y en sus comienzos  trabajó en una planta siderúrgica. En 1925 obtuvo su primer compromiso como actor teatral. A partir de entonces trabajó en diferentes teatros, como en el Deutsches Schauspielhaus de Hamburgo (1937–1945), el Hamburger Kammerspiele (1945–1953), y el Theater im Zimmer de Helmuth Gmelin (1951–1953), así como en Wiesbaden (1954–1955), antes de que Gustaf Gründgens le volviera a contratar en 1955 para actuar en el Hamburger Schauspielhaus.
Además, fue profesor de actuación durante mucho tiempo en la Hochschule für Musik und Theater de Hamburgo, que surgió en 1950 a partir de una escuela privada de teatro de Hamburgo-Eimsbüttel que había fundado Marks junto a su esposa, Annemarie Marks-Rocke (1901–2004).
Marks fue también un reconocido contador de historias (el Tío Eduard), y tuvo una importante actividad radiofónica en las emisoras NWDR y NDR.
Eduard Marks falleció en Hamburgo, Alemania, en el año 1981. Fue enterrado, al igual que su esposa Annemarie, en el Cementerio Ohlsdorf de Hamburgo. 

## Filmografía
- 1940 : Zwischen Hamburg und Haiti, de Erich Waschneck
- 1951 : Unsterbliche Geliebte, de Veit Harlan
- 1953 : Königinnen von Frankreich (TV), de Detlof Krüger
- 1953 : Die verschlossene Tür (TV), de Fritz Schröder-Jahn y Fred von Hoerschelmann
- 1953 : Das Abschiedsgeschenk (TV), de Werner Völger
- 1954 : Im sechsten Stock (TV), de John Olden
- 1954 : Neues aus dem sechsten Stock (TV), de John Olden
- 1955 : Das Streichholz unterm Bett (TV), de Detlof Krüger
- 1955 : Die Toteninsel (TV), de Viktor Tourjansky
- 1955 : Die Heiratsvermittlerin (TV), de John Olden
- 1958 : Unser Herr Vater (TV), de John Olden
- 1960 : Einer von sieben (TV), de Georg Lhotsky y John Olden
- 1960 : Faust, de Peter Gorski
- 1961 : Schau heimwärts, Engel (TV), de John Olden
- 1964 : Don Gil von den grünen Hosen (TV), de Gustaf Gründgens
- 1965 : Der Raub der Sabinerinnen (TV), de Ullrich Haupt
- 1966 : Die Ballade von Peckham Rye (TV), de Ewa Starowieyska y Franciszek Starowieyski
- 1967 : Die Unverbesserlichen, episodio …und ihr Optimismus (TV), de Claus Peter Witt
- 1967 : Egmont (TV), de Oscar Fritz Schuh
- 1971 : Einer muß der Dumme sein (TV), de Heribert Wenk y Leonard Steckel
- 1972 : Die Dreigroschenoper (TV), de Ewald Burike y Dieter Giesing

## Radio (selección)

### Director
- 1948 : Das Apostelspiel (también actor)
- 1951 : Unser Freund Rivière

### Actor y locutor
- 1945 : Der Hauptmann von Köpenick, dirección de Helmut Käutner
- 1946 : Mein Sohn, der Herr Minister, dirección de Ludwig Cremer
- 1947 : Meine Nichte Susanne, dirección de Arno Assmann
- 1948 : Die Brücke von San Luis Rey, dirección de Gustav Burmester
- 1948 : Die Erscheinung, dirección de Fritz Schröder-Jahn
- 1949 : Das Obergrunder Weihnachtsspiel, dirección de Fritz Schröder-Jahn
- 1949 : Der Traumfeind, dirección de Fritz Schröder-Jahn
- 1949 : Ein Bild an der Wand, dirección de Gustav Burmester
- 1949 : Das Leben geht weiter, dirección de Fritz Schröder-Jahn
- 1950 : Es war ein ungewöhnlich langer Tag, dirección de Fritz Schröder-Jahn
- 1950 : Die wundertätigen Bettler, dirección de Gustav Burmester
- 1950 : Fünftausend Dollar Belohnung, dirección de Fritz Schröder-Jahn
- 1950 : Götter, Gräber und Gelehrte, dirección de Gustav Burmester
- 1950 : Die tödlichenSterne, dirección de Fritz Schröder-Jahn
- 1950 : Ein Tag wie morgen, dirección de Fritz Schröder-Jahn
- 1950 : Unter der grünen Erde, dirección de Fritz Schröder-Jahn
- 1950 : Die gekaufte Prüfung, dirección de Fritz Schröder-Jahn
- 1950 : Frühling wird es wieder, dirección de Fritz Schröder-Jahn
- 1950 : Die Erzählung des letzten Hirten, dirección de Gustav Burmester
- 1951 : Vor Cannae, dirección de Gustav Burmester
- 1951 : Aus den Geheimakten von Scotland Yard, episodio Heirat mit Methode, dirección de Eduard Hermann
- 1951 : Interview mit einem Stern, dirección de Fritz Schröder-Jahn
- 1951 : Die Landung, dirección de Fritz Schröder-Jahn
- 1951 : Aucassin und Nicolette, dirección de Hans Lietzau
- 1951 : Der Geizige, dirección de Fritz Schröder-Jahn
- 1951 : Der Bayer, ein unbekanntes Wesen, dirección de Fritz Schröder-Jahn
- 1951 : Der Weg zum Weltraum, dirección de Fritz Schröder-Jahn
- 1951 : Träume, dirección de Fritz Schröder-Jahn
- 1951 : Die Krankheit des Herrn Satory, dirección de Gustav Burmester
- 1951 : Amerigo schwieg, dirección de Fritz Schröder-Jahn
- 1951 : Glanz und Elend des Herrn Albert Schulze, dirección de Gustav Burmester
- 1951 : Lady Macbeth von Mzensk, dirección de Kurt Strehlen
- 1951 : Europa – Traum oder Wirklichkeit, dirección de Fritz Schröder-Jahn
- 1951 : Radium, dirección de Fritz Schröder-Jahn
- 1951 : Seltsames Verhör, dirección de Fritz Schröder-Jahn
- 1952 : Hinter sieben Fenstern brennt noch Licht, dirección de Fritz Schröder-Jahn
- 1952 : Das Geld, das auf der Straße liegt, dirección de Gustav Burmester
- 1952 : Der Tod des Empedokles, dirección de Gert Westphal
- 1952 : Die Andere und ich, dirección de Gustav Burmester
- 1952 : Die große Masche, dirección de Fritz Schröder-Jahn
- 1952 : Eheliches Spiel, dirección de Eduard Hermann
- 1952 : Denn sie sollen getröstet werden, dirección de Gustav Burmester
- 1952 : Meine Nichte Susanne, dirección de Carl-Heinz Schroth
- 1952 : Besorgen Sie uns 2000 Dromedare, dirección de Hans Freundt
- 1952 : Die Gäste des Herrn Birowski, dirección de Gustav Burmester
- 1952 : Aus dem Leben eines Arztes. Der Chirurg Ferdinand Sauerbruch erzählt, dirección de Fritz Schröder-Jahn
- 1952 : Kleider ohne Leute, dirección de Gert Westphal
- 1952 : Fahr wohl, Benjowsky, dirección de Gert Westphal
- 1953 : In rasender Fahrt, dirección de Gert Westphal
- 1953 : Maria Magdalena, dirección de Karl Peter Biltz
- 1953 : Der Zweikampf, dirección de Fritz Schröder-Jahn
- 1953 : Vergangenheit hat keine Türen, dirección de Gustav Burmester
- 1953 : Das Schiff der Verdammten, dirección de Oswald Döpke
- 1953 : Gegen zwölf kommt der Mond, dirección de Carl Nagel
- 1953 : Die Mädchen aus Viterbo, dirección de Fritz Schröder-Jahn
- 1953 : Romeo und Julia 1953, dirección de Gustav Burmester
- 1953 : Reporter Rex Rendal, episodio Sieben blieben übrig, dirección de Kurt Meister
- 1953 : Reporter Rex Rendal, episodio Noch sechzig Sekunden Zeit, dirección de Kurt Meister
- 1954 : Reporter Rex Rendal, episodio Lepke kapituliert, dirección de Kurt Meister
- 1954 : Prinzessin Turandot, dirección de Gert Westphal
- 1954 : Sabeth, dirección de Gustav Burmester
- 1954 : Aber das Wort sagte ich nicht, dirección de Gustav Burmester
- 1954 : Sabeth oder die Gäste im schwarzen Rock, dirección de Fritz Schröder-Jahn
- 1954 : Tiger-Tiger, dirección de Günter Siebert
- 1954 : Die Weinwirtschaft „Zum Auge Gottes“, dirección de Gustav Burmester
- 1954 : Siebenschläfer , dirección de Karl Peter Biltz
- 1954 : Die Hochzeit der Sobeïde, dirección de Friedrich-Carl Kobbe
- 1954 : Geh nicht nach El Kuwehd, dirección de Karl Peter Biltz
- 1954 : Die Ehe der Bébé Donge, dirección de Ludwig Cremer
- 1954 : Das Lied von Bernadette, dirección de Otto Kurth
- 1954 : Die Stunde nach zwölf, dirección de Carl Nagel
- 1954 : Der Klassenaufsatz, dirección de Gert Westphal
- 1954 : Es waren Hirten auf dem Felde, dirección de Gert Westphal
- 1954 : Das Ende der Teufelsinsel, dirección de Fritz Wendhausen
- 1955 : Heimkehr, dirección de Fritz Schröder-Jahn
- 1955 : Die Zerstörung von Slawasch, dirección de Fritz Schröder-Jahn
- 1955 : Der Freund des Mr. Lowden, dirección de Gert Westphal
- 1955 : Maria Stuart, dirección de Gustav Burmester
- 1955 : Hiroshima, dirección de Gustav Burmester
- 1955 : Die Wahrheit auf Erden, dirección de Fritz Schröder-Jahn
- 1955 : Fröhliches Erwachen, dirección de Gert Westphal
- 1955 : Das Mädchen und die Krone, dirección de Carl Nagel
- 1956 : Der kleine Krieg, dirección de Günter Siebert
- 1956 : Am grünen Strand der Spree, dirección de Gert Westphal
- 1957 : Ahasver, dirección de Fritz Schröder-Jahn
- 1957 : Alle, die da fallen, dirección de Fritz Schröder-Jahn
- 1957 : Der Stein in Ziskas Garten, dirección de Fritz Schröder-Jahn
- 1957 : Wieviel Erde braucht der Mensch, dirección de Gustav Burmester
- 1957 : Die Früchte des Kaktus, dirección de Fritz Schröder-Jahn
- 1957 : Von Aristoteles bis Hipperich, dirección de Gert Westphal
- 1958 : Zwei junge Mädchen, dirección de Gert Westphal
- 1958 : Die Rückreise, dirección de Fritz Schröder-Jahn
- 1958 : Doktor Schiwago, dirección de Otto Kurth
- 1958 : Arkadische Vergnügen, dirección de Gert Westphal
- 1959 : Die Schlucht der Fledermäuse, dirección de Fritz Schröder-Jahn
- 1959 : Die Leute von Beersheba, dirección de Fritz Schröder-Jahn
- 1959 : Der Prozess der Jeanne d’Arc zu Rouen 1431, dirección de Hans Lietzau
- 1960 : Die Jagd nach dem Täter, dirección de Gustav Burmester
- 1960 : Die Gläsernen, dirección de Ludwig Cremer
- 1960 : Die Bittgänger, dirección de Gustav Burmester
- 1960 : Die Legende vom heiligen Trinker, dirección de Raoul Wolfgang Schnell
- 1961 : Der Nationalheld, dirección de Hans Conrad Fischer
- 1961 : Der Briefträger ging vorbei, dirección de Gustav Burmester
- 1962 : Der Gerechte, dirección de Fritz Schröder-Jahn
- 1962 : Das glückhafte Schiff von Dorkum, dirección de Gustav Burmester
- 1963 : Der Entartete, dirección de Hans Lietzau
- 1964 : Die Stunde des Huflattichs, dirección de Fritz Schröder-Jahn
- 1965 : Der absurde Traum des Monsieur Tulipe, dirección de Ulrich Lauterbach
- 1965 : Das Gelächter, dirección de Fritz Schröder-Jahn
- 1966 : Sieben gute Eigenschaften, dirección de Gustav Burmester
- 1969 : Nacht und Nebel, dirección de Fritz Schröder-Jahn
- 1969 : Die Vogelflöte, dirección de Fritz Schröder-Jahn
- 1970 : Orfila, dirección de Otto Düben
- 1973 : Hilda, dirección de Peter Michel Ladiges
- 1977 : Die Blinden, dirección de Günter Bommert
- 1977 : Die Einstellung, in der mich Leonardo küsst, dirección de Günter Guben
- 1977 : Fossilien, dirección de Günter Siebert